# 石冢

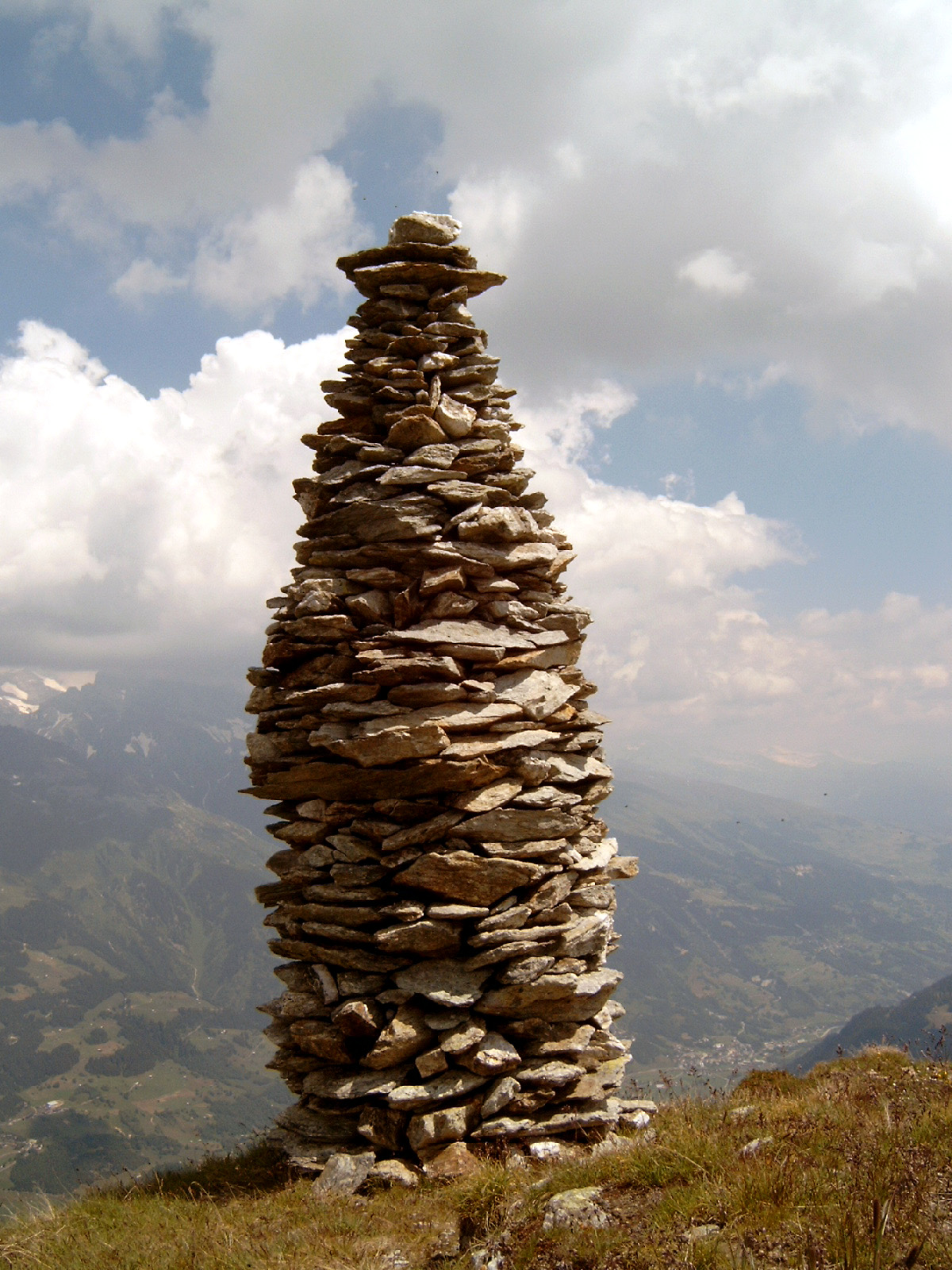
位于瑞士格劳宾登州的一座用于标记峰顶的石冢。

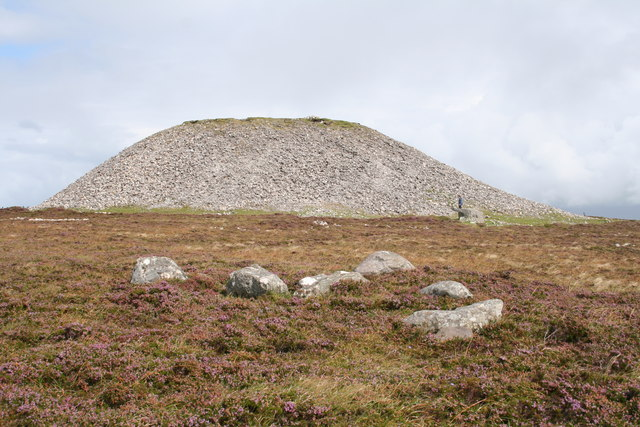
爱尔兰最大的石冢，位于诺克纳里亚 (Knocknarea) 的梅芙石冢 (Maeve's Cairn)。

石冢是指出于特定目的而建造的人造石头堆叠，一般用作标记或坟墓。英语中的“石冢”（cairn）一词源于爱尔兰语的（[ˈkʰaːrˠn̪ˠ]，复数形式为/[ˈkʰaːrˠɲ]）。
石冢的用途多种多样。在史前时期，它们被用作标记、纪念碑和墓葬（有些石堆内设有墓室）。
在现代，石冢常被用作地标，尤其用于标记山顶和路标。石冢的大小不一，从小石堆到整座人造山丘，复杂程度也各异，从松散的锥形石堆到精巧的巨石结构皆有之。石冢可能会被涂上油漆或其他装饰，以增加可见度或出于宗教原因。